# Lichter der Stadt
Lichter der Stadt è l'ottavo album in studio del gruppo musicale tedesco Unheilig, pubblicato nel 2012.

## Tracce
1. Das Licht (Intro) – 3:36
2. Herzwerk – 3:33
3. So wie du warst – 3:50
4. Tage wie Gold – 3:34
5. Wie wir waren (feat. Andreas Bourani) – 3:40
6. Unsterblich – 3:59
7. Feuerland – 3:42
8. Lichter der Stadt – 4:15
9. Ein guter Weg – 3:53
10. Ein großes Leben – 3:34
11. Brenne auf – 3:48
12. Zeitreise (feat. Xavier Naidoo) – 4:00
13. Das Leben ist schön – 3:42
14. Eisenmann – 4:21
15. Vergessen – 4:14
16. Die Stadt – 6:02